# Xinpu, Guangdong
Xinpu (kinesiska:新铺) är en köping i sydöstra Kina. Den ligger i Jiaoling härad i staden Meizhou i provinsen Guangdong, omkring 330 kilometer nordost om provinshuvudstaden Guangzhou. Antalet invånare är 29 442. Befolkningen består av 14 887 kvinnor och 14 555 män. Barn under 15 år utgör 15,0 %, vuxna 15-64 år 69 %, och äldre över 65 år 15,0 %.